# Hajós
Hajós (németül: Hajosch) város Bács-Kiskun vármegyében, a Kalocsai járásban.

## Fekvése
Hajós Bács-Kiskun vármegye délnyugati részén helyezkedik el, Kalocsától délkeleti irányban 20, Bajától északkeleti irányban 30 kilométerre. Közigazgatási területe 8990 hektár, ebből 289 hektárnyi belterület.
A települési szomszédai észak felől Homokmégy, északkelet felől Császártöltés, kelet felől Kéleshalom, délkelet felől Borota, dél felől Érsekhalma, délnyugat felől Nemesnádudvar, nyugat felől Dusnok, északnyugat felől pedig Miske.

### Megközelítése
Közigazgatási területén áthalad a Kecskemét és Baja térségét összekötő 54-es főút, így ez a legfontosabb közúti elérési útvonala. Központján azonban, annak főutcájaként csak az 5312-es út húzódik végig; határszélét emellett északon érinti még az 5313-as út is.

## Története
Évszázadokig a kalocsai érsekség uradalmához tartozott. A törökök kiűzése után már az 1720-as években sváb családokkal népesítették be. Ekkoriban mezővárosi és vásártartási joggal rendelkezett. Ezeket a német szigeteket, amelyek a környék nemzetiségét jellemezték, a történelem szétrobbantotta. Hajós lakossága a második világháború után bár ki lett telepítve, sokan tértek haza. Hajóst ma nevezhetjük kétnyelvű községnek is. A település 1970 óta volt nagyközség, városi rangot ismét 2008. július 1-jén kapott.

## Idegen elnevezései
Németül a település neve Hajosch, horvátul két alakban fordul elő: a felsőszentiváni horvátok Ajošnak, a dusnoki horvátok Ajuošnak hívták.

## Közélete

### Polgármesterei
- 1990–1994: Schőn Ferenc (független)[5]
- 1994–1998: Schőn Ferenc (független)[6]
- 1998–2002: Schőn Ferenc (független német kisebbségi)[7]
- 2002–2006: Schőn Ferenc (független német kisebbségi)[8]
- 2006–2010: Schőn Ferenc (független)[9]
- 2010–2014: Estók Mihályné Szalczer Erzsébet (független)[10]
- 2014–2019: Estók Mihályné Szalczer Erzsébet (független)[11]
- 2019–2024: Estók Mihályné Szalczer Erzsébet (független)[12]
- 2024– : Alföldi Albert (független)[1]

## Népesség
A település népességének változása:
| Lakosok száma | 3115 | 3079 | 2844 | 2783 | 2736 | 2700 | 2700 |
|               | 2013 | 2014 | 2018 | 2021 | 2022 | 2023 | 2024 |

A 2001-es népszámlálás adatai szerint a város legnagyobb kisebbsége a német, mely a lakosság 27,5%-át tette ki.
A 2011-es népszámlálás során a lakosok 84,1%-a magyarnak, 2% cigánynak, 0,4% horvátnak, 47% németnek mondta magát (15,5% nem nyilatkozott; a kettős identitások miatt a végösszeg nagyobb lehet 100%-nál). A vallási megoszlás a következő volt: római katolikus 73,8%, református 2,2%, evangélikus 0,4%, görögkatolikus 0,1%, felekezeten kívüli 3,4% (19,7% nem nyilatkozott).
2022-ben a lakosság 87,6%-a vallotta magát magyarnak, 32,3% németnek, 1,4% cigánynak, 0,2% horvátnak, 0,1% szerbnek, 1,1% egyéb, nem hazai nemzetiségűnek (9,9% nem nyilatkozott; a kettős identitások miatt a végösszeg nagyobb lehet 100%-nál). Vallásuk szerint 52,6% volt római katolikus, 2,5% református, 0,5% evangélikus, 0,1% görög katolikus, 0,4% egyéb keresztény, 1% egyéb katolikus, 6,1% felekezeten kívüli (36,7% nem válaszolt).

## Nevezetességei
Hajós város büszkesége a mintegy 1300 présházból álló Pincefalu. A Pincefalu szabályos utcákból áll, amelyeket a présházak és az alattuk elhelyezkedő, löszbe vájt pincék alkotnak. Egybefüggően ez a legnagyobb ilyen a maga nemében.[forrás?] A kacskaringós utcák, apró présházak hangulata és a messze földön híres jó borok felejthetetlen élményt nyújtanak az ide látogatóknak. Jellemző fajták a cabernet sauvignon, a kékfrankos, a kadarka, a szürkebarát és a cserszegi fűszeres. A pincefalu kialakulása egyidős a várossal. Az 1980-as évek óta sok pincét átalakítottak vendégfogadásra, illetve sok ilyen épült újonnan. A város ünnepe is a borhoz kapcsolódik, ez a minden év május utolsó hétvégéjén megrendezésre kerülő Orbán-napi Borünnep, aminek kulturális programjai sok ezer érdeklődőt vonzanak.
A település történelmi központja a Köztársaság tér, amelynek itt felsorolt épületei kisvárosias hangulatot árasztanak:

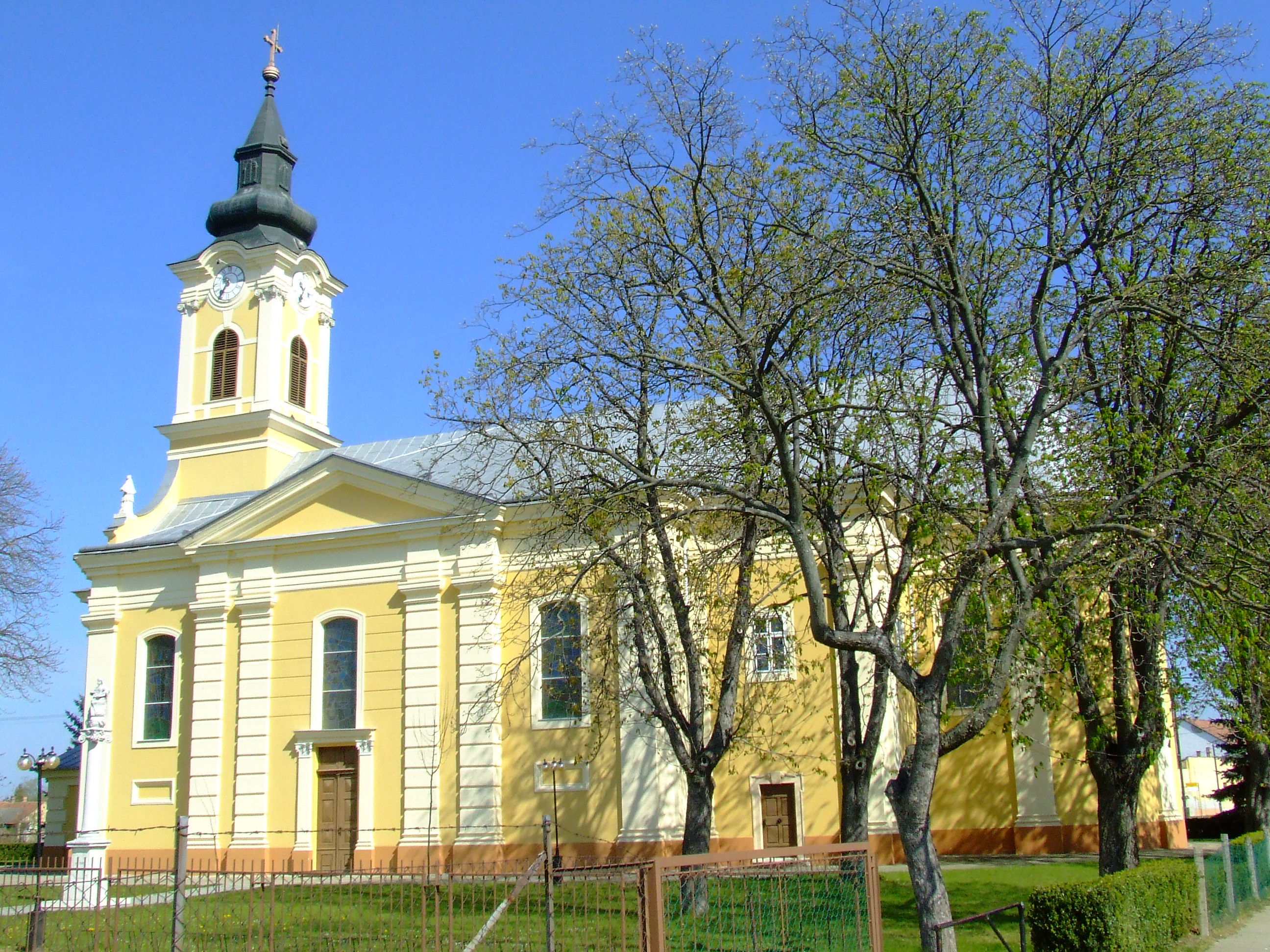
Szent Imre-templom

- A Szent Imre római katolikus templom 1728-ban épült barokk stílusban, oldalhajókkal 1879-ben egészült ki. Főoltárán Szűz Mária fából készült egy méter magas szobra áll, amelyet az Óhazából hoztak magukkal a betelepülők. A előtte történt gyógyulások miatt csodatevőnek tartott szobor eredetije a 16. századból származik.
- A római katolikus plébánia a 18. század elején épült, késő barokk stílusban.

Féltett kincse Mária Terézia és férje, valamint szülei életnagyságú, egész alakos portréja, egy németalföldi mester munkái.
- A templom melletti gondozott parkban lévő kálvária 1881-ben létesült, Zsolnay kerámia-stációkkal 1934 óta van kiegészítve.
- A második világháború utáni lakosságcsere során betelepített felvidéki magyarok egy része református vallású, részükre épült a Köztársaság téren lévő Református Imaház, 1987-ben.

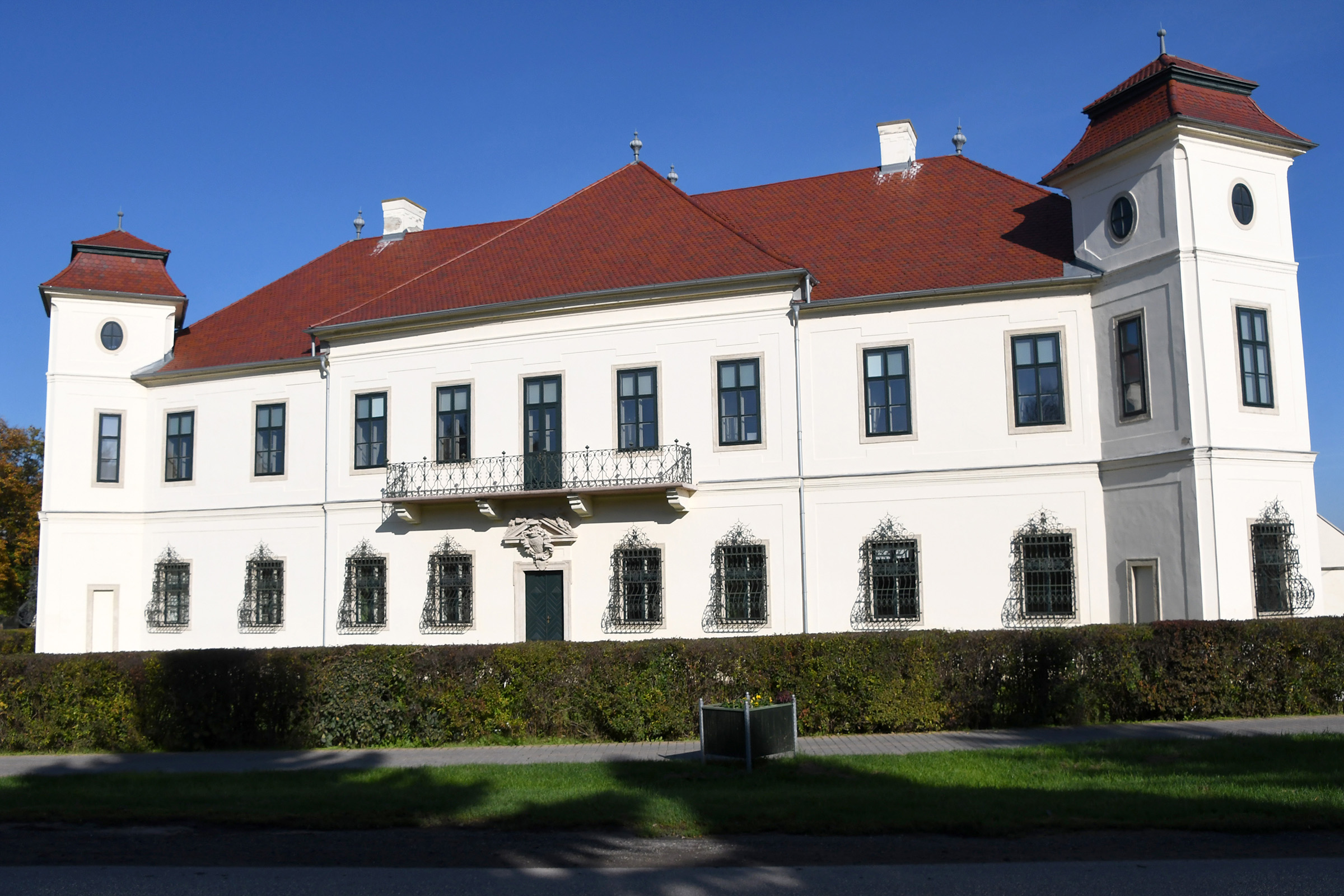
Az érseki kastély

- A volt érseki vadászkastélyt 1740-ben gróf Patachich Gábor kalocsai érsek építtette és vadászatok alkalmával használta, mivel a Hajós környékén elterülő erdőségek vadban igen gazdagok voltak. A barokk stílusú kastély négy, arányos saroktornyát 1767-ben emelték. Később Haynald Lajos érsek alatt árvaházzá alakították, ami a II. világháború után állami nevelőotthon lett. 2009-ben elkezdődött a kastély teljes körű felújítása, melyet 2010 júliusában fejeztek be, ezt követően 2010. szeptemberben megnyílt a Hajósi Érseki Kastély Látogatóközpont. Jelenleg eredeti szépségében pompázik a hajósi barokk kastély is.A műemlék Bács-Kiskun megye legrégebbi kastélya, amely építészeti, művészeti és kultúrtörténeti adottságait tekintve is az egyik legjelentősebb épület az Alföldön. Állandó és időszaki kiállításokkal, rendezvényekkel, valamint a barokk kert csodaszép látványával várja kedves vendégeit.[15]
- A patika épületét 1912-ben Kós Károly tanítványa tervei alapján eredetileg lakóháznak építették.
- Az előtte lévő parkban található Nepomuki Szent János szobra, amelyet 2003-ban újíttatott fel a község.
- A központ büszkesége két hatalmas platánfa, amelyek alatt patak folyik. Ezek tövében található az ezerkilencszáznyolcvanas évek közepén épült református imaház, ami egyben szolgálati lakás is.
- A mai Egyesületek Háza 1905-ben érseki gazdatiszti lakásnak épült. Később lakás, és az új átadásáig református imaház volt.
- A Köztársaság teret üzletsor zárja, amely korábban kántorlakás és iskola volt. Az eredeti épületet 1842-ben emelték.

A városháza a központtól kb. 300 m-re emelkedik a gyönyörűen parkosított széles, osztott pályás úttestű Rákóczi utcában. Az épületet 1895-ben 10 800 forint közadakozásból építtették a falu akkori lakói.
Az általános iskola alsó tagozatának épülete a kastély szomszédságában található. Eredetileg is elemi iskolának épült, 1910-ben. Az iskola felső tagozatának épületei 1964-ben és 1978-ban készültek el.
A napköziotthonos óvoda 1957 óta működik jelenlegi épületében.
A művelődési ház belső tere sok ember csodálatát kiváltja eklektikus kialakításával. A volt szocialista design a kilencvenes évek elején adta át a helyét a mainak.

## Hajósi borok
A Kunsági és a Hajós-Bajai borvidék hazánk legnagyobb kiterjedésű szőlős területe. Hamvas Béla így írt az ottani borokról: „...az ember homoki bort iszik, egészen apró csillagszemecskékkel telik meg, s ezek a szemecskék az ember vérében táncolnak, mint a megelevenedett Tejút.”
Orbán napi borünnep: A hajósi Orbán-napi Borünnep a sváb telepesek kulturális és gasztronómiai hagyományait felelevenítő esemény varázslatos környezetben, az Európában is ritkaságnak számító, 1200 pincéből álló Hajósi Pincefaluban várja a látogatókat.
Pincenyitogatók: 2012 decemberében a Vintegro Pinceszövetség tagjai útjára indították az azóta már egész éves rendezvénysorozattá fejlődött szervezett borkóstolót. Ennek lényege, hogy tavasszal, nyáron, összel és télen is legyen lehetősége a borkedvelő közönségnek megkóstolni a hajósi borokat a termelők présházaiban, pincéiben. Ilyenkor 15-25 borász kinyitja a borospincéjét és hagyományos hajósi harapnivalókkal kiegészítve kínálja borait a vendégeknek. Ezek a rendezvények a Tavaszi, a Nyári, a Szüreti, a Tökös és az Adventi Pincenyitogató.

## Császártöltési mocsárvilág
A Sváb Sarok és Hajós között Felső-Bácska löszös nyugati peremvidéke Kecel és Baja között több mint 40 km hosszan helyenként meredek letöréssel kíséri a Duna-völgyet. A magas part lábánál különleges, vízgazdag sáv nyújtózik. Ennek legértékesebb része, a Császártöltés közelében fekvő Vörös-mocsár természetvédelmi terület. A tőzegbányászat által korábban kialakult nyílt vizeket a természet gyors ütemben hódítja vissza, hogy a mocsár újra eredeti arcát mutassa. Itt élő különleges, honos madarak: függőcinege, nagyhangú nádi rigó, kékbegy, nádi tücsökmadár, guvat, pettyes vízicsibe, vízityúk, récefélék, vöcsök-alkatúak, gémfélék. Császártöltési ökoturisztikai objektumok: Vörös-mocsár tanösvény, Szálas Béla kilátó, Ősi ösvény sétaút.

## Ételkülönlegességek
Cibl tankid és savanyú leves: A Sváb Sarokban, azaz Császártöltésen, Érsekhalmán, Hajóson és Nemesnádudvaron élők felmenői Ulm környékéről érkeztek a Dunán a XVIII. században. Tőlük erednek a német hagyományok, a nyelv és a különleges ízvilágú sváb ételek, melyek meghatározzák a helyi konyhát. Ide tartozik többek között a „cibl tankid”, melynek készítése során hagymát és szalonnát pirítanak, majd tejföllel behabarják és krumpligombóccal tálalják. Jellegzetes sváb étel továbbá a savanyú leves, amely egy gyors rántott leves tojással és pár csepp ecettel megbolondítva.

## Külső hivatkozások
- Hajós honlapja
- Hajós a www.utikonyvem.hu oldalon
- Hajós Kastély
- Félelem a felszínen – Hajósi svábok jelene és múltja – Magyar Narancs, 2013. szeptember 28.